# Seznam slovenskih striparjev
Seznam slovenskih stripark in striparjev.

## A
Marjan Amalietti (1923-1988) - Kaja Avberšek (1983)

## B
Srečko Bajda/Felix Casio (1961) - Milko Bambič (1905-1991) -
Jože Beranek (1913-1945) -
Matjaž Bertoncelj (1971) -
Primož Bertoncelj (1980) -
Urban Breznik (1986) - Marko Butina (1950-2008)

## C
Matej de Cecco (1979) - 

## D
Marko Derganc (1950) - Jurij Devetak (1997) - Saša Dobrila (1922-1992) - 

## E
Jure Engeslberger - Milan Erič (animator)

## F
Milanka Fabjančič (1981) - Domen Finžgar (1990) -
Tina Furlanič

## G
Ciril Gale (1946-) -
Kostja Gatnik (1945-2022) -
Janja Gedrih (1972) -
Jelka Godec Schmidt (1958) -
Iva Gustinčič

## H
Miha Hančič (1986) -
Vladimir Herceg (1947) - Andrej Herman (1931-2006) -
Ciril Horjak (1975)

## J
Aleksander (Sašo) Jankovič Potočnik (1961) - Marjanca Jemec Božič (1928) -
Boris Jukić (1950) - Jernej Juren (1982) 

## K
Dušan Kastelic (1964) - Dani Kavaš (1979) - Samira Kentrić (1976) -
Saša Kerkoš (1977) -  Helena Klakočar Vukšić (1958) - Jakob Klemenčič (1968) -
Marko Kociper (1969) -
Matej Kocjan (1978) -
Bernard Köllé (1966) -
Tanja Komadina (1976) -
Božo Kos (1931-2009) - Pšena Kovačič (1981) - Katja Kovše -
Gašper Krajnc (1985) -
David Krančan (1984) -
Primož Krašna (1976) - Stane Kren (1960-2004)

## L
Matej Lavrenčič (1980) -
Tomaž Lavrič (1964) -
Željko Lordanič (Hrvat) -
Izar Lunaček (1979) - Jernej Lunder (animator)

## M
Irena Majcen (1948) -
Marjan Manček (1948) - Mitja Manček (1987) - Karolina Marušič -"Karolina Umetnina" -
Grega Mastnak (1969) - Milan Maver (1928) -
Mladen Melanšek (1963) -
Ivan Mitrevski (1979) -
Miki Muster (1925-2018)

## O
Irena Ocepek (1979) -
Mojca Osojnik (1970) 

## P
Katarina Peklaj -
Jure Perpar (1969) -
Petra Petan - Jelko Peternelj (1949-2011) - Denis Polanc (1980) -
Jani Prgič - Adrijan Praznik (1988)

## R
Martin Ramoveš (1989) - Igor Ribič (1962) - Bine Rogelj (1929-2023) -
Gašper Rus (1983) - Sandra Ržen

## S
Simon Sanda (1974) - Matjaž Schmidt (1948–2010) - Žiga Sever (1999) -
Iztok Sitar (1961) -
Edi Skrt -
Zoran Smiljanić (1961) -
Lovro Smrekar (2002) -
Damijan Sovec (1970) -
Damijan Stepančič (1969) -
Matej Stupica (1987)

## Š
Katarina Šeme (1993) - Igor Šinkovec (1978) - Neža Šivec (1996) -
Romeo Štrakl (1962) -
Andrej Štular (1967) -
Iztok Šušteršič (1944)

## T
Janko Testen (1950-2025) - Jože Trobec (1948)

## V
Gorazd Vahen (1969) -
Eka Vogelnik (1946) - Vojko Volavšek-Volvo - 
Melita Vovk (1928-2020) - Jaka Vukotič (1982)

## Z
Leon Zuodar (1977)

## Ž
Mina Žabnikar-"Mina Fina" (1978)